# کروله دوژه
کروله دوژه (به لهستانی:  Króle Duże) یک روستا در لهستان است که در گمینا اندژیوو واقع شده‌است.
 کروله دوژه  ۴۲۰ نفر جمعیت دارد.